# Dorfman-Chanarin-Syndrom
Das Dorfman-Chanarin-Syndrom oder Dorfman-Chanarin-Krankheit ist eine sehr seltene angeborene Stoffwechselstörung mit abnormer Speicherung von Triglyceriden und zählt zu den Speicherkrankheiten.
Die Speicherung erfolgt hauptsächlich in den Leukozyten, der Muskulatur, der Leber und in den Fibroblasten und ist mit einer Ichthyose verbunden.
Die Erstbeschreibung erfolgte 1974 durch Dorfman.
Synonyme sind: Chanarin-Dorfman-Syndrom; Neutralfett-Speicherkrankheit; Lipidose mit Triglyzerid-Speicherkrankheit, Myopathie mit Neutralfett-Speicherung.

## Vorkommen
Die Erkrankung wird autosomal-rezessiv vererbt, das Auftreten wird auf unter 1 zu 1 Million geschätzt.

## Ursache
Je nach zugrunde liegender Mutation können folgende Typen unterschieden werden:
- NLSD-M mit Myopathie, Mutationen im PNPLA2-Gen auf Chromosom 11 Genort p15.5, welches für die Adipozyten-Triglycerid-Lipase (ATGL) kodiert[6]
- NLSD-I mit Ichthyose, Chanarin–Dorfman-Syndrom (CDS) im engeren Sinne, Mutationen im ABHD5/CGI58-Gen auf Chromosom 3 Genort p21.33, das für eine Esterase-Lipase-Thioesterase-Subfamilie kodiert[7]

## Klinische Erscheinungen
Klinische Kriterien sind:
- bereits frühzeitig sich entwickelnde generalisierte Ichthyose und Kardiomyopathie (je nach Typ steht das Eine oder das andere im Vordergrund)
- frühzeitig Hepatosplenomegalie in 70 %
- möglicherweise allgemeine Entwicklungsstörung
- Katarakt im Erwachsenenalter, bereits bei Kindern in 40 %
- im Erwachsenenalter Kurzsichtigkeit, Nystagmus, Ataxie, Innenohrschwerhörigkeit in 25 %

## Therapie
Zur Behandlung kommen Retinoide zum Einsatz.